# Technika

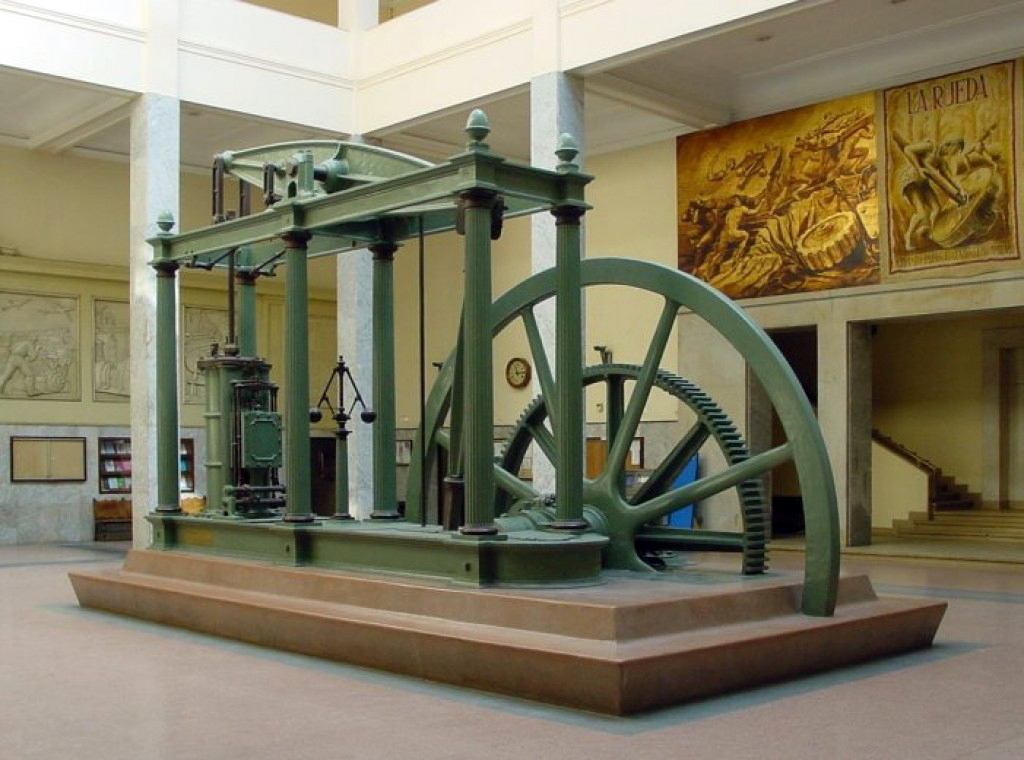
Parní stroj Wattova typu postavený v roce 1836, který poháněl španělskou královskou mincovnu

Slovo Technika pochází z řeckého slova τεχνη/techné, jehož význam je blízký slovům dovednost, řemeslo nebo umění. Technika může v češtině znamenat:
1. souhrnné označení pro nástroje, zařízení a postupy, které se používají při práci, nejčastěji při výrobě (např. manipulační technika, řezací technika, obráběcí technika)
2. souhrnné označení pro stroje využívané při určité činnosti (např. vojenská technika, těžká technika)
3. způsob nebo postup provádění určité činnosti (např. taneční technika, technika barvení, technika mluvení, řemeslné techniky)
4. získaná odborná dovednost člověka (např. fotbalová technika)

Přetrvává i používání prvního významu v širším pojetí jakožto celých oborů realizujících aplikace poznatků přírodních věd v průmyslu, dopravě apod. (elektrotechnika, Ústav technické a experimentální fyziky).
Školní předmět na základních nebo středních školách, který se technikou (v prvním a druhém významu) zabývá, se nazývá Technická výchova. Vysoké školy zabývající se technickými obory se dříve souhrnně označovaly jako polytechnika, slovo technika často mají ve svém názvu i v současnosti (České vysoké učení technické).

## Technika vs technologie
V českém jazyce dochází nejpozději od 80. let 20. století k zaměňování slov technika a technologie a s tím i k jejich významovému splývání a znejasnění. Primárním významem techniky je prostředek pro konání činnosti (stroje, nástroje, zařízení, vybavení apod.) a primárním významem technologie je procedura (proces) konání činnosti (technologie výroby oceli, technologie těžby dat, technologie zpracování masa apod.). Slovo technika se také používá pro jednodušší operace často prováděné ručně nebo na jednodušších strojích, slovo technologie pro složitější operace (nebo řetězec operací) často prováděné průmyslově. Technologie je také označení pro vědní obor, který se zabývá výrobními postupy – tedy sestavováním jednotlivých technických operací v celkové pracovní postupy, jejich zaváděním a zdokonalováním.
Hlavním důvodem pro splývání a zaměňování obou pojmů je šíření angličtiny. Angličtina používá slova technique a technology pro jiné okruhy významů než čeština (nebo např. také němčina) slova technika a technologie. Tyto rozdílné okruhy významů lze zjednodušeně znázornit takto:
|            | výrobní prostředky (zařízení) | celkový proces zpracování | postup při jednotlivé lidské činnosti |
| ---------- | ----------------------------- | ------------------------- | ------------------------------------- |
| čeština    | technika                      | technologie               | technika                              |
| angličtina | technology                    | technology                | technique                             |

## Kritika pojmu
Během hromadné výroby v novověku, oddělením od řemesla a umění na stavbách, vznik pojem technika. V rámci průmyslové revoluce došlo ke sbližování a v některých případech dokonce ke splynutí techniky s vědou. Svět již bez techniky nemohl existovat, ale rozhodování na úrovni společnosti a státu nelze spojovat pouze s technickými hledisky. V tomto smyslu kritizoval techniku Martin Heidegger jako systém silového fungování a bezohledného zvěcnění světa i člověka (das Gestell).